# Las Coloradas (kommunhuvudort)
Las Coloradas är en kommunhuvudort i Argentina.   Den ligger i provinsen Neuquén, i den sydvästra delen av landet, 1 200 km väster om huvudstaden Buenos Aires. Las Coloradas ligger 913 meter över havet och antalet invånare är 833.
Terrängen runt Las Coloradas är huvudsakligen kuperad, men åt sydväst är den platt. Las Coloradas ligger nere i en dal. Trakten runt Las Coloradas är nära nog obefolkad, med mindre än två invånare per kvadratkilometer.. 
Omgivningarna runt Las Coloradas är i huvudsak ett öppet busklandskap.